# اسکار آدولف مارمورک
اسکار آدولف مارمورک (عبری: אוסקר מרמורק‎؛ ۹ آوریل ۱۸۶۳ – ۷ آوریل ۱۹۰۹) معمار اهل اتریش بود.